# Chthonius aegatensis
Chthonius aegatensis es una especie de arácnido  del orden Pseudoscorpionida de la familia Chthoniidae.

## Distribución geográfica
Se encuentra en Sicilia (Italia).